# 이민아 (축구 선수)
이민아(李玟娥, 1991년 11월 8일~)는 대한민국의 여자 축구 선수이다. 포지션은 미드필더이며, 현재 오타와 라피드 FC 소속으로 뛰고 있다.

## 어린 시절
대구직할시 달서구에서 태어났다.
축구를 시작한 것은 초등학교 4학년 때로 처음에는 축구부 가입 후 받는 혜택 때문에 입단하게 되었지만, 점차 축구에 대한 흥미를 느껴 부모님을 설득해 정식적으로 축구를 배우기 사작했다.

## 구단 경력
2011년 12월 7일에 열린 2012년 WK리그 드래프트에서 6순위로 지명되어 부산 상무에 입단했지만 불과 2일 만에 인천 현대제철 레드엔젤스로 이적하면서 제대하게 된다. 인천 현대제철 레드엔젤스 소속으로 활약하던 동안에 2015년에는 26경기에 출전해 6골 5도움, 2016년에는 23경기에 출전해 7골 1도움을 기록, 2017년에는 28경기에 출전해 14골 10도움을 기록 및 WK리그 5회 우승, 전국체육대회 2회 우승에 기여했다. 2018년에는 일본 여자 축구 리그의 INAC 고베 레오네사로 이적했다.

## 국가대표팀 경력
뉴질랜드에서 개최된 2008년 FIFA U-17 여자 월드컵에 참가했으며 나이지리아와의 조별 예선 경기, 미국과의 8강전 경기에 출전했다.
독일에서 개최된 2010년 FIFA U-20 여자 월드컵에서는 본선 6경기에 모두 출전하여 대한민국이 3위를 차지하는 데에 기여했다.
2012년 2월 15일부터 2월 19일까지 중국 충칭에서 열린 조선민주주의인민공화국, 중국, 멕시코와의 융촨 4개국 친선 여자 축구 대회 경기에 처음 출전하면서 대한민국 여자 축구 국가대표팀 선수로 데뷔했으며 대한민국에서 개최된 2013년 EAFF 여자 동아시안컵에 참가했다.
2013년 10월 30일에 열린 캐나다와의 친선 경기 이후에 한동안 대한민국 여자 축구 국가대표팀에 발탁되지 않았다가 중국에서 개최된 2015년 EAFF 동아시안컵에서 대회 개막 이전에 부상으로 인해 하차한 유영아를 대신하여 발탁되었다. 2016년 1월 21일에 중국 선전에서 열린 베트남과의 4개국 친선 여자 축구 대회 경기에서 자신의 국가대표팀 첫 골을 기록했다.
2018년 자카르타-팔렘방 아시안 게임에서는 대한민국의 여자 축구 동메달에 기여했으며 프랑스에서 개최된 2019년 FIFA 여자 월드컵에 참가한 대한민국 여자 축구 국가대표팀 명단에 이름을 올렸다.
2023년에는 부상으로 월드컵에 낙마하자 해설위원으로 활동하였다.

## 기록
- 2015년 2월 1일 기준

### 클럽 기록
| 클럽                     | 시즌 | WK리그(정규리그+플레이오프+챔피언 결정전) | WK리그(정규리그+플레이오프+챔피언 결정전) |
| 클럽                     | 시즌 | 출장                                      | 득점                                      |
| ------------------------ | ---- | ----------------------------------------- | ----------------------------------------- |
| 인천 현대제철 레드엔젤스 |      |                                           |                                           |
| 2012                     | 22   | 7                                         |                                           |
| 2013                     | 23   | 8                                         |                                           |
| 2014                     | 22   | 4                                         |                                           |
| 2015                     | 24   | 6                                         |                                           |
| 2016                     | -    | -                                         |                                           |
| 2017                     | -    | -                                         |                                           |
| INAC 고베 레오네사       | 2018 | -                                         | -                                         |
| 통산                     | 통산 | 99                                        | 25                                        |

### 국가대표 경력 목록
- 2008년 FIFA U-17 여자 월드컵 국가대표
- 2010년 FIFA U-20 여자 월드컵 국가대표
- 2011년 하계 유니버시아드 국가대표
- 2012년 키프로스컵 국가대표
- 2013년 EAFF 여자 동아시안컵 국가대표
- 2015년 EAFF 여자 동아시안컵 국가대표
- 2017년 EAFF E-1 풋볼 챔피언십 국가대표
- 2018년 아시안 게임 국가대표
- 2019년 FIFA 여자 월드컵 국가대표
- 2022년 아시안 게임 국가대표

### 대회 기록

#### 인천 현대제철 레드엔젤스(2012~2017),(2020~ )
- WK리그 우승 : 2013, 2014, 2015, 2016, 2017, 2020, 2021
- 전국체육대회 우승 : 2014, 2017

대한민국 국가대표팀 (2012~ )
- EAFF E-1 풋볼 챔피언십 준우승 : 2015, 2019, 4위 : 2017
- 아시안 게임 3위 : 2014, 2018

### 개인 기록
- 2013년 WK리그 올스타전 출전
- 2017년 WK리그 올스타전 출전

### 개인 수상
- 2009년 8월 여왕기축구대회 고등부 최우수선수상(포항여자전자고)

- 2009년 KFA 시상식 고등부 여자 최우수선수상(포항여자전자고)

- 2015년 8월 제14회 전국여자축구선수권대회 최우수선수상(인천 현대제철 레드엔젤스)